# 甘家口
座標: 北緯39度55分39秒 東経116度20分2秒 / 北緯39.92750度 東経116.33389度

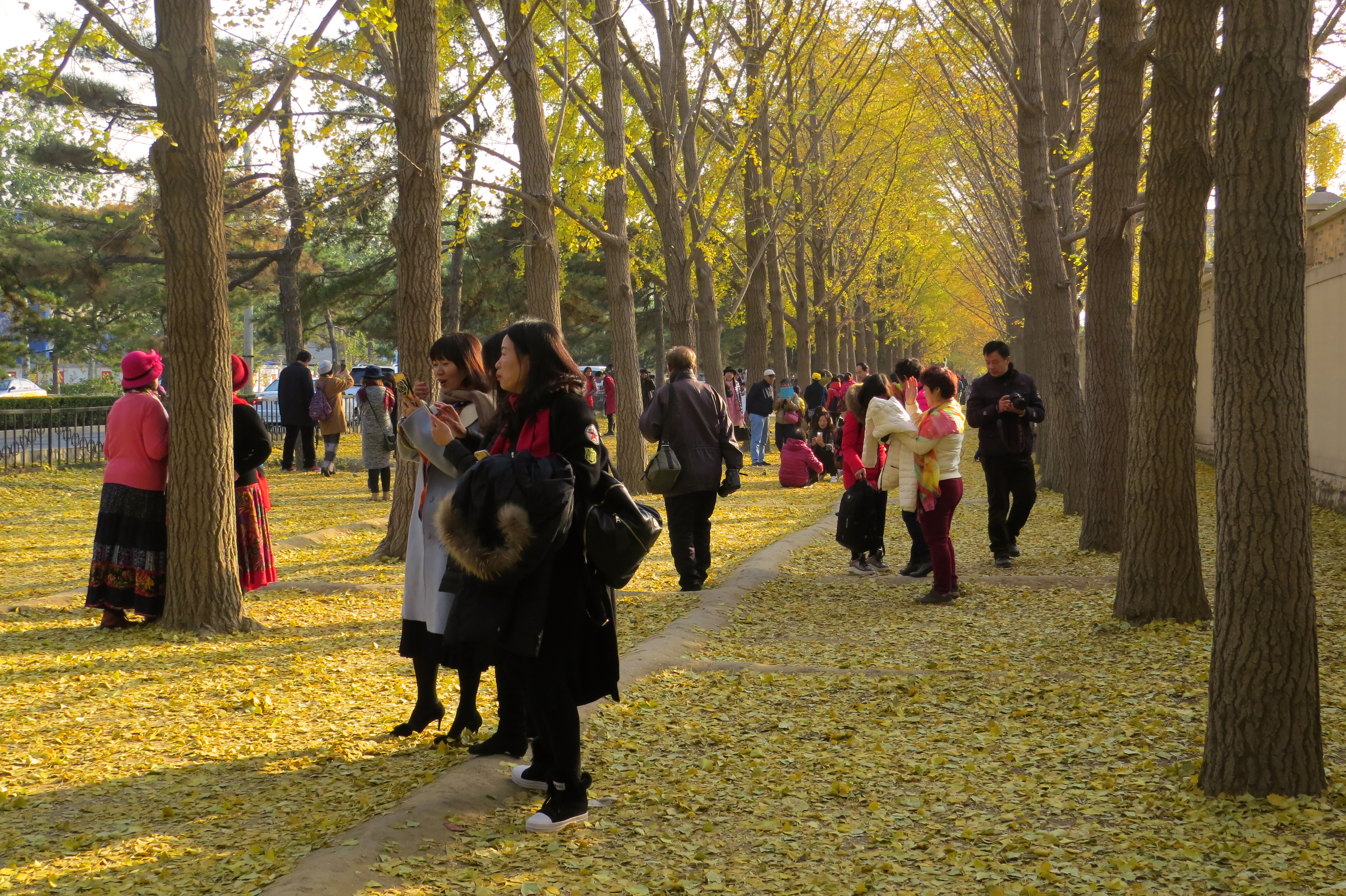
釣魚台の銀杏並木

甘家口（かんかこう、拼音: Gānjiākǒu）は、中華人民共和国北京市海淀区に位置する地区で、西直門外大街と阜成門北大街・復興路・三環路に囲まれた街道（郷級行政区）である。34の社区がある。
海淀区は大学が集中的に立地する市轄区であり、地区内には首都師範大学と北京航空航天大学がある。六カ国協議など数々の外交舞台となったことで著名な釣魚台国賓館が敷地内にある玉淵潭公園のほか、中国人民革命軍事博物館などもある。北京動物園や紫竹院公園も程近い。地区内には北京地下鉄2号線の阜成門駅ほか多数の地下鉄駅がある。
この地区内に新疆ウイグル自治区の北京駐在事務所（北京新疆飯店内）があり、これを中核にしてウイグル人街である新疆村を形成していたが、中国建国50周年に合わせた道路拡幅工事という名目のもと、ウイグル人相手のレストランや雑貨店は大方取り壊され、ウイグル人も離散し風情は失われた。